# سیارک ۱۳۰۷
سیارک ۱۳۰۷ (به انگلیسی: 1307 Cimmeria، نامگذاری:1930UF) هزار و سیصد و هفتمین سیارک کشف شده‌است که در ۱۷ اکتبر ۱۹۳۰ و در رصدخانه سایمیز کشف شد.
قدر مطلق سیارک برابر ۱۲٫۲۵ است.